# He-Man and the Masters of the Universe
He-Man and the Masters of the Universe är en amerikansk tecknad tv-serie från företaget Filmation, baserad på den tecknade serien Masters of the Universe. Visades i USA från 30 september 1983-15 december 1984.TV-serien, som ofta bara kallades He-Man, var en av de populärare tecknade TV-serierna under 1980-talet, och har fått kultstatus.
Serien innehöll 130 avsnitt, 65 per säsong, och repriserna visades sedan i syndikering 1988, då den flyttades till USA Network där den sändes från september 1989 till september 1990. Repriser av serien visades 2010 i USA på Qubo Night Owl, på Retro Television Network, och i Kanada på Teletoon Retro.

## Handling
Serien utspelar sig på den fiktiva planeten Eternia, styrd av kung Randor och drottning Marlena. De flesta avsnitten handlar om Skeletors försök att försöka erövra Castle Grayskull. Seriens huvudfigur är prins Adam, den unge sonen till Eternias regenter kung Randor och drottning Marlena. Prins Adam har det magiska svärdet Power Sword, och då han håller det och säger de magiska orden "By the Power of Grayskull! I have the Power!" erhåller han styrka och går under namnet He-Man, universums starkaste man. He-Man är en modig och stark man som tillsammans med Battle Cat, Teela, Man-At-Arms och Orko använder sin styrka för att försvara Eternia från den onde Skeletor, som försöker erövra Castle Grayskull.
Serien kritiserades av vissa för att vara för våldsam för att vara riktad till en yngre publik. Serien sprängde censurgränserna som fanns inom barnprogram på tv under 1970-talet. För första gången på åratal kunde man i en tecknad tv-serie se en muskelsuperhjälte som slog folk med sin knytnäve. Han använde dock inte sitt svärd så ofta, utan brukade vanligtvis lyfta sina fiender och kasta dem. En annan sak som gjorde serien kontroversiell var att den producerades i samband med att reklam för leksakerna gjordes. Barnreklam var kontroversiellt vid denna tid. I Storbritannien förbjöds reklam för He-man-leksaker i samband med själva programmet. Som andra serier vid samma tid, bland annat G.I. Joe, gjordes även en "moral" efter avsnitten. Moralen var ofta bunden direkt till avsnittets handling.
Serien var den första leksaksbaserade tecknade att produceras direkt för syndikering. Andra tecknade TV-serier i syndikering var denna sändes på lördagsmornarna.
Det producerades även en spinoff 1985-1987 som hette She-Ra: Princess of Power, som handlade om He-Mans syster She-Ra:s äventyr, samt The New Adventures of He-Man 1990-1991 och en ny version av He-Man and the Masters of the Universe 2002-2004.
Serien innehåller även tidigt skript av J. Michael Straczynski som senare skapade Babylon 5, Paul Dini från 1990-talets Batman, och David Wise, huvudförfattare till 1987 års tecknade TV-serieversion av Teenage Mutant Ninja Turtles.

## Röster (original)
- John Erwin som He-Man, Prince Adam, Ram-Man, Beast Man, Webstor, Whiplash, med flera
- Alan Oppenheimer som Cringer, Battlecat, Man-At-Arms, Skeletor, Mer-Man, Buzz-Off, Roboto, med flera
- Linda Gary som Teela, Evil-Lyn, Queen Marlena, The Sorceress, med flera
- Lou Scheimer som Orko, King Randor, Stratos, Man-E-Faces, Mekaneck, Zodak, Sy-Klone, Moss Man, Trap-Jaw, Tri-Klops, Kobra Khan, Clawful, Jitsu, Spikor, Two-Bad, Modulok, med flera
- Erika Scheimer som olika kvinnliga röster
- George DiCenzo som olika manliga röster

## Inledning
Serien är även berömd för inledningsorden.
Den brittiska popgruppen Scouting for Girls använder en del av introduktionen före liveframföranden av låten "The Mountains of Navaho" från 2007.
VHS-lanseringen av 'The Dragon Invasion' i Storbritannien innehåller öppningsorden "...Together we defend Castle Grayskull from the evil Masters of the Universe", vilket ersatt Skeletor. Detta kommer av att tidigt under produktionen av serien kunde författarna och producenterna inte enas om vilka som var Masters of the Universe, visa menade att det var de goda krigarna, andra de onda, medan andra menade att det var båda.

## Hemvideoutgivningar
BCI Eclipse LLC har släppt alla 130 avsnitt av He-Man and the Masters of the Universe till DVD i DVD-region 1 i fyra volymer.  Varje volym innehåller även dokumentärer, karaktärsprofiler, kommentarer, DVD-ROM-innehåll, kuriosa, fotogallerier och annat.
| DVD-namn                                                 | Antal avsnitt | Släppdatum i DVD-region 1 |
| -------------------------------------------------------- | ------------- | ------------------------- |
| He-Man and the Masters of the Universe: Season One Vol 1 | 33            | 18 oktober 2005           |
| He-Man and the Masters of the Universe: Season One Vol 2 | 32            | 14 februari 2006          |
| He-Man and the Masters of the Universe: Season Two Vol 1 | 33            | 6 juni 2006               |
| He-Man and the Masters of the Universe: Season Two Vol 2 | 32            | 19 september 2006         |
| He-Man and She-Ra: A Christmas Special                   | 1             | 6 december 2005           |

I pilotavsnittet "Diamond Ray of Disappearance" den första då videobanden av den ursprungliga inspelningen skadadades. I originalversionen riktar Skeletor, efter att ha teleporterat iväg kung Randor, drottning Marlena och Man-At-Arms till en annan dimension, strålen mot Orko, som hamnar i en vas som reflekterar strålen. Orko sticker iväg för att varna He-Man. Fastän detta finns i annan media har diskussioner om rättigheterna hindrat det från att ingå i DVD-släppen. 
De följande "Best-of"-samlingarna släpptes också för säsongerna:
- The Best of He-Man and the Masters of the Universe: 10 Episode Collector's Edition - släppt 12 juli 2005

- The Best of He-Man and the Masters of the Universe: Top 5 Episodes Season 1 - släppt 23 augusti 2005 (UMD)

- The Best of He-Man and the Masters of the Universe: Top 5 Episodes Season 2 - släppt 23 augusti 2005 (UMD)

## Övrigt
- Serien saknar inledningsepisod och avslutningsepisod.

### Fotnoter
1. ↑  Solomon, Charles (15 november 1986). ”Syndication Threat”. The Los Angeles Times. http://articles.latimes.com/1986-11-15/entertainment/ca-3539_1_syndication-market. Läst 23 augusti 2010.
2. ↑  ”How an Obscure Collection of Japanese Action Figures Changed the Way We Play”. Wired Magazine. http://www.wired.com/entertainment/hollywood/magazine/15-07/trans_toy?currentPage=2#ixzz11KDm7Enl. Läst 3 oktober 2010.
3. ↑  ”Panda director 'for He-Man movie'”. BBC News. 30 januari 2009. http://news.bbc.co.uk/1/hi/entertainment/7860384.stm. Läst 2 oktober 2009.
4. ↑  Fleming, Michael (23 maj 2007). ”He-Man returns to big screen”. Variety. http://www.variety.com/article/VR1117965714.html?categoryid=13&cs=1. Läst 2 oktober 2009.
5. ↑  ”Qubo To Launch New Slate of Kids Shows”. Animation World Network. 12 maj 2010. http://www.awn.com/news/cartoons/qubo-launch-new-slate-kids-shows. Läst 15 maj 2010.
6. ↑  ”Qubo to Launch New Slate of Kids Shows Beginning This Summer Through Fall 2010”. Business Wire. 11 maj 2010. http://www.businesswire.com/portal/site/home/permalink/?ndmViewId=news_view&newsId=20100511006745&newsLang=en. Läst 15 maj 2010.
7. ↑  ”Qubo Channel Kicks off Fall 2010 Lineup Starting Monday, September 27”. Business Wire. 14 september 2010. http://www.businesswire.com/news/home/20100914006529/en. Läst 14 september 2010.
8. ↑  ”RTV Bringing Back Retro Saturday Morning TV”. TVNewsCheck. 5 augusti 2010. Arkiverad från originalet den 25 maj 2012. https://archive.is/20120525124800/http://www.tvnewscheck.com/article/44253/rtv-bringing-back-retro-saturday-morning-tv. Läst 8 augusti 2010.
9. ↑  ”TV Listings: KAZTDT2 (KAZT-DT2), 2 oktober 2010”. Zap2it. Arkiverad från originalet den 5 april 2012. https://web.archive.org/web/20120405092222/http://tvlistings.zap2it.com/tvlistings/ZCSGrid.do?sgt=list&fromTimeInMillis=1286002800000&stnNum=61548. Läst 20 september 2010.